# Стрежевой
Стрежевой (на руски: Стрежевой) е град в Томска област, Русия. Населението на града към 1 януари 2018 година е 41 475 души.

## История
Селището е основано през 1966 година, през 1978 година получава статут на град.